# Гранд-Жорас
Гранд-Жорас (фр. Grandes Jorasses) — горный массив в Альпах на границе Италии в области Валле-д’Аоста и Франции в регионе Овернь — Рона — Альпы. Высочайшей точкой массива является вершина Пуэнт-Уокер высотой 4208 метров над уровнем моря.

## Физико-географическая характеристика
Гранд-Жорас входит в состав более крупного альпийского массива Монблан и расположен примерно в 10 километрах на северо-восток от основной вершины массива. Гранд-Жорас имеет чётко выраженный гребень длиной около одного километра, ориентированный с востока на запад.

## Вершины массива
На гребне массива Гранд-Жорас выделяют шесть основных вершин: Пуэнт-Уокер (4208 метров, высочайшая точка массива), Пуэнт-Уимпер (4184), Пуэнт-Кро (4110), Пуэнт-Елена (4045), Пуэнт-Маргарита (4065) и Пуэнт-Янг (3996). Все пять четырёхтысячников массива входят в основной список горных вершин Альп выше 4000 метров, составленный UIAA в 1994 году.

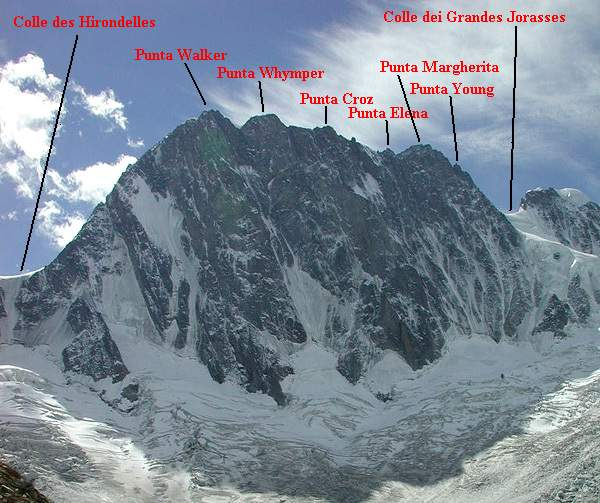
Северная стена массива Гранд-Жорас

### Пуэнт-Уокер
Пуэнт-Уокер (фр. Pointe Walker) высотой 4208 метров является высочайшей вершиной массива. Относительная высота вершины составляет 852 метра (от перевала Коль-дю-Жеан высотой 3356 метров над уровнем моря). Родительской вершиной по отношению к вершине Пуэнт-Уокер считается Мон-Моди. Пуэнт-Уокер — самая восточная вершина массива Гранд-Жорас. Первое восхождение на Пуэнт-Уокер совершил британский альпинист Хорас Уокер, в честь которого и была названа вершина, в сопровождении гидов Мельхиора Андерегга, Иоганна Яуна и Жульена Гранде 30 июня 1868 года.

### Пуэнт-Уимпер
Вторая по высоте вершина массива Пуэнт-Уимпер (фр. Pointe Whymper, 4184 метра) является следующей вершиной в гребне после Пуэнт-Уокера в направлении на запад. Относительная высота вершины составляет 34 метра. Вершина названа в честь английского альпиниста Эдуарда Уимпера, совершившего первое восхождение на неё. Уимпер поднялся на вершину 24 июня 1865 года в сопровождении местных горных гидов Мишеля Кро, Кристиана Альмера и Франца Бинера. Так как целью восхождения Уимпера был обзор вершины Эгюий-Верт, расположенной в прямой видимости в нескольких километрах на север от Гранд-Жораса, то группа не пошла на Пуэнт-Уокер, который был впервые покорён три года спустя. Через 5 дней, 29 июня 1865 года, Уимпер с Альмером и Бинером совершили первое восхождение на Эгюий-Верт.

### Пуэнт-Кро
Вершина Пуэнт-Кро (фр. Pointe Croz, 4110 метров) расположена следом за Пуэнт-Уимпер и является третьей по высоте вершиной массива. Относительная высота вершины составляет всего 10 метров. Вершина была названа в честь горного гида Мишеля Кро. Первое восхождение на вершину совершила группа Уимпера в тот же день, когда они поднялись на вершину Пуэнт-Уимпер (24 июня 1865 года). Первое прямое восхождение на вершину совершили Элеонора Газенклевер, Вильгельм Клемм, Феликс Кёниг и Ричард Вейценбок 24 августа 1909 года.

### Пуэнт-Елена
Вершина Пуэнт-Елена (фр. Pointe Elena, 4045 метров) расположена между вершинами Пуэнт-Кро с востока и Пуэнт-Маргарита с запада. Относительная высота вершины составляет 10 метров. Первое восхождение на вершину Пуэнт-Елена совершили Луиджи Амедео, Жозеф Петига, Лоран Кру и Сезар Оллье 22 августа 1898 года.

### Пуэнт-Маргарита
Вершина Пуэнт-Маргарита (фр. Pointe Margherita, 4065 метров) является самым западным четырёхтысячником в массиве Гранд-Жорас, и расположена между вершинами Пуэнт-Елена и Пуэнт-Янг. Относительная высота вершины составляет 50 метров. Вершина была названа в честь королевы Италии Маргариты Савойской. Первое восхождение на вершину совершили Луиджи Амедео, Жозеф Петига, Лоран Кру и Сезар Оллье 22 августа 1898 года, в тот же день, когда они зашли на вершину Пуэнт-Елена.

### Пуэнт-Янг
Вершина Пуэнт-Янг (фр. Pointe Young, 3996 метров) является самой западной вершиной в массиве Гранд-Жорас. Вершина получила своё название в честь британского альпиниста Джеффри Янга. Первое восхождение на вершину Пуэнт-Янг совершил Валентин Раян с гидами Йозефом и Францем Лохматтерами 18 июня 1904 года.

## Маршруты восхождений

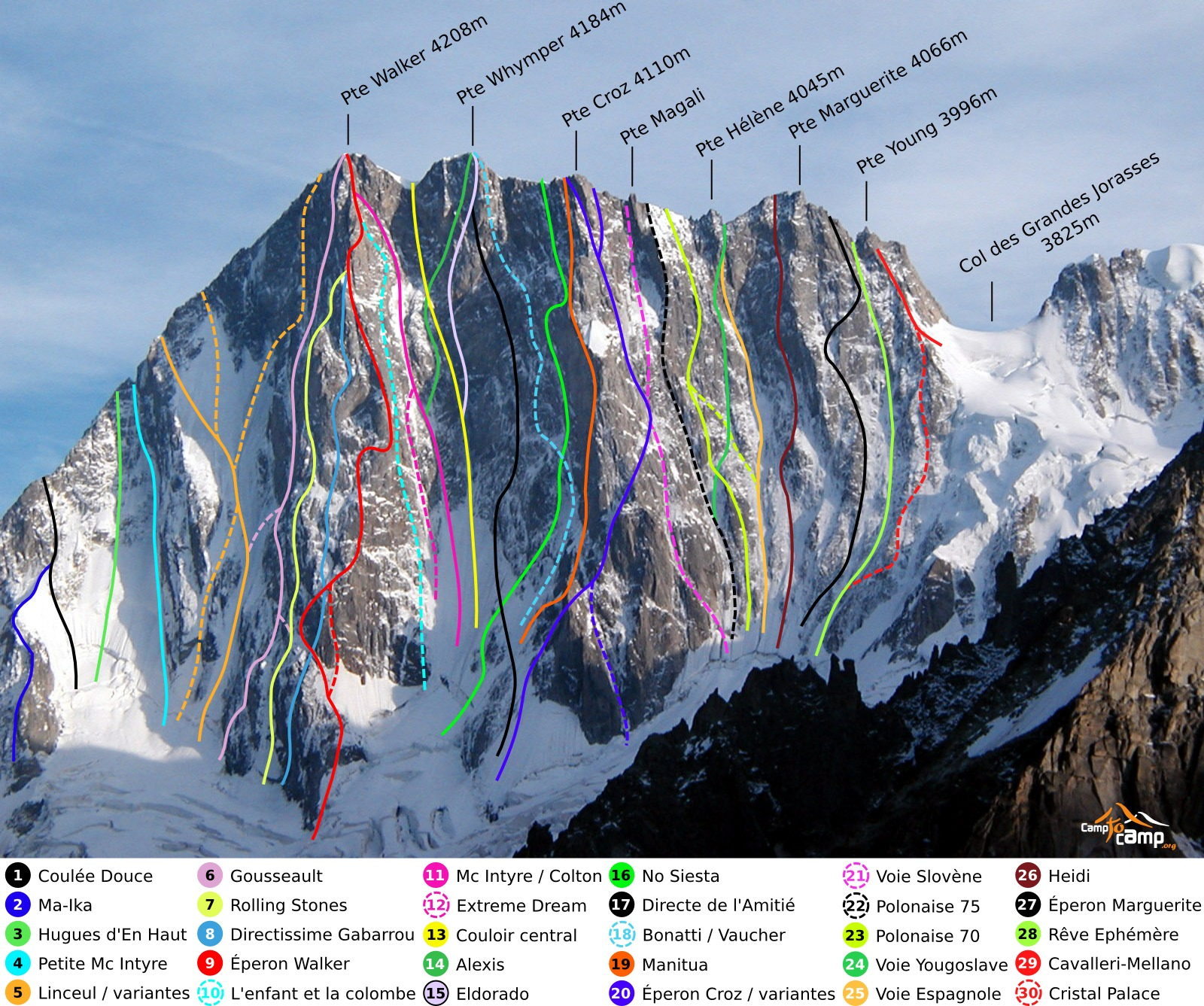
Карта маршрутов по Северной стене

Гранд-Жорас является популярным объектом технического альпинизма в Альпах, во многом благодаря Северной стене массива, которая считается одной из самых сложных и известных стен в Альпах (наряду с северными стенами Эйгера и Маттерхорна; эти три стены также известны под названием «Трилогия»). На вершины массива Гранд-Жорас проложено несколько десятков маршрутов разной степени сложности: от умеренно сложных (AD по классификации IFAF) до экстремально сложных (ED и ED+). Большинство самых сложных маршрутов проложено по северной стене.
Классический маршрут восхождения на вершину проходит по юго-восточной стене и имеет категорию AD. Набор высоты при прохождении маршрута составляет около 1400 метров. Несмотря на то, что маршрут считается умеренно сложным, он содержит элементы ледово-снежно-скального лазания. Максимальный уклон при прохождении маршрута составляет 50°.

### Восхождения по северной стене
Расположенная с французской стороны северная стена массива представляет собой массивную вертикальную скалу высотой от 1200 метров в восточной части до 600 метров в западной части. Первое восхождение по северной стене совершил 4-6 августа 1938 года один из лучших альпинистов своего времени Риккардо Кассин вместе с Джино Эспозито и Уго Тиццони. Их маршрут, сейчас считающийся классическим, проходил прямо на вершину Пуэнт-Уокер. По классификации UIAA маршрут оценивается как экстремально сложный (ED-) и включает в себя 1200 метров лазания по отвесной стене.